# نیکلاس بولتن
نیکلاس بولتن (انگلیسی: Niklas Bolten؛ زادهٔ ۲۹ مارس ۱۹۹۴) بازیکن فوتبال اهل آلمان است.
از باشگاه‌هایی که در آن بازی کرده‌است می‌توان به باشگاه فوتبال بروسیا مونشن‌گلادباخ اشاره کرد.